# Cubará
Cubará är en kommun i Colombia.   Den ligger i departementet Boyacá, i den norra delen av landet. Cubará ligger 359 meter över havet.
Terrängen runt Cubará är huvudsakligen kuperad, men den allra närmaste omgivningen är platt. Runt Cubará är det mycket glesbefolkat, med 5 invånare per kvadratkilometer. Cubará är det största samhället i trakten. I omgivningarna runt Cubará växer i huvudsak städsegrön lövskog.